# Léon Zyguel
Léon Zyguel est né le 1er mai 1927 à Paris 11e et mort le 29 janvier 2015 à Montreuil à l'âge de 87 ans. Déporté à Auschwitz en septembre 1942 puis à Buchenwald, rescapé, il est témoin lors du procès de Maurice Papon en 1998. Il est acteur de son propre rôle dans le film Les Héritiers.

## Biographie
Léon Zyguel naît le 1er mai 1927 dans le 11e arrondissement de Paris. Ses parents sont d'origine juifs polonais qui ont émigré en France. Il est le fils d'Aron, né le 9 janvier 1894 à Izbica et de Rachel Zamler, née le 25 décembre 1901 à Varsovie en Pologne. Ils habitent au 125 Boulevard de Ménilmontant, dans le 11e arrondissement de Paris,.
Arrêté par la gendarmerie allemande en mai 1942, près de la ligne de démarcation, à quelques kilomètres d’Orthez, Léon Zyguel est déporté à Auschwitz, par le convoi no 35, du 21 septembre 1942 puis à Buchenwald. À Auschwitz, il reçoit le matricule 179084, tatoué sur son avant-bras gauche.
Le père de Léon, Aron est déporté dans le même convoi no 35, ainsi que sa sœur Hélène, née le 20 juillet 1922 à Nancy et son frère Maurice, né le 3 décembre 1925 à Paris 11e. Lors de sa déportation à Auschwitz, il est séparé de sa soeur.
Le 11 avril 1945, il participe avec les prisonniers à la libération du camp.
Il est témoin lors du procès de Maurice Papon. Il est acteur de son propre rôle dans le film Les Héritiers,.
Il vit 50 ans à Montreuil et meurt le 29 janvier 2015 dans cette ville,,,.

## Distinction
- Chevalier de la Légion d'honneur (2010)[8].

## Hommage
- Jardin Léon-Zyguel (Paris)